# Colomyia
Colomyia is een muggengeslacht uit de familie van de galmuggen (Cecidomyiidae).

## Soorten
- C. appendiculata Kieffer, 1901
- C. caricis Rübsaamen, 1899
- C. caudata Spungis, 1991
- C. clavata Kieffer, 1891
- C. hordei (Barnes, 1928)